# 黑措根布赫塞
黑措根布赫塞（Herzogenbuchsee）是瑞士的城鎮，位於該國中西部，由伯恩州負責管轄，面積9.83平方公里，三成半土地是農業用地，海拔高度458米，2011年人口6,860，人口密度每平方公里698人。

## 外部連結
- Official website （德文）